# Igor Dmitriev (acteur)
Ne doit pas être confondu avec Igor Dmitriev (hockey sur glace).
Pour les articles homonymes, voir Dmitriev.
Igor Borisovitch Dmitriev (en russe : И́горь Бори́сович Дми́триев), né le 29 mai 1927 à Léningrad et mort le 26 janvier 2008 à Saint-Pétersbourg, est un acteur russe. 

## Biographie
Igor Dmitriev naît à Léningrad. Ses parents se séparent peu après sa naissance et plus tard l'acteur dira avoir peu de souvenirs de son père Boris Dmitriev (1906-1958), navigateur professionnel. Sa mère, Elena Tauber (1905-1984), ballerine, puis artiste de cirque et de music-hall est d'origine juive. Dès l'âge de sept ans, Igor Dmitriev fréquente le studio théâtral du palais des pionniers de Léningrad dirigé alors par Isaac Dounaïevski. En 1941, il tient un petit rôle d'étudiant dans le drame historique de Vladimir Feinberg La Voix de Taras tourné aux studios Lenfilm. 
Lors de la Seconde Guerre mondiale, avec sa famille il est évacué dans l'oblast de Perm où il continue sa formation d'art dramatique dans le club local et s'engage comme figurant au théâtre dramatique de Perm.
En 1948, Igor Dmitriev sort diplômé de l'École-studio du Théâtre d'Art académique de Moscou. Il rentre à Léningrad et devient acteur du Théatre Vera Komissarjevskaïa auquel il restera fidèle jusqu'en 1967. 
En 1955, il obtient le rôle principal dans la comédie de Samson Samsonov Derrière la vitrine d'un grand magasin. Il connait un véritable succès au cinéma, en incarnant le  jeune Listnitski dans Le Don paisible de Sergueï Guerassimov en 1958. Toutefois, dans les dix années suivantes on lui offre plutôt les seconds rôles parmi lesquels beaucoup de personnages d'officiers de Garde blanche.
Dans les années 2000, on ne le voit guère à l'écrant, sauf dans quelques épisodes des séries télévisées. En 2001, il narra le texte d'auteur et le rôle principal dans l'adaptation radiophonique de la pièce de Nina Avdiouchkina Jouons à l'amour à la radio de Vologda.
Il est la voix du narrateur des premiers épisodes des Smechariki diffusé sur la STS à partir de 2004.
Mort le 26 janvier 2008 à Saint-Pétersbourg, Igor Dmitriev est enterré au cimetière Serafimovski.

## Prix et récompenses
- Ordre de l'Honneur (1997)
- Ordre du Mérite pour la Patrie de 4e classe (2003)

## Filmographie partielle
- 1958 : Le Don paisible (Тихий Дон, Tikhiy Don) de Sergueï Guerassimov : Ievgeni Listnitski
- 1964 : Hamlet (Гамлет) de Grigori Kozintsev : Rosencrantz
- 1964 : Zaïtchik (Зайчик) de Leonid Bykov : chef d'orchestre
- 1971 : Daouria (Даурия) de Viktor Tregoubovitch : Solomonov
- 1971 : Goya, l'hérétique (Goya - oder Der arge Weg der Erkenntnis) de Konrad Wolf : Duc d'Albe
- 1975 : L'Étoile d'un merveilleux bonheur (Zvezda plenitelnogo schastya, Звезда пленительного счастья) de Vladimir Motyl : Comte Ludwig von Lebtseltern
- 1976 : Jarosław Dąbrowski de Bohdan Poręba :
- 1976 : L'Oiseau bleu (Синяя птица) de George Cukor : Beauté
- 1979 : Le Verre d'eau (Стакан воды) de Youli Karassik : Jean-Baptiste Colbert de Torcy
- 1979 : Sherlock Holmes et le docteur Watson (Шерлок Холмс и доктор Ватсон) de Igor Maslennikov : Tobias Gregson
- 1979 : Les Aventures du Prince Florizel (Приключения принца Флоризеля) d'Ievgueni Tatarski : colonel Géraldine
- 1979 : Yaroslavna, Reine de France (Ярославна, королева Франции) d'Igor Maslennikov
- 1979 : La Chauve-Souris de Yan Frid : Franck
- 1980 : Les Aventures de Sherlock Holmes et du docteur Watson (Приключения Шерлока Холмса и доктора Ватсона) de Igor Maslennikov : Tobias Gregson
- 1981 : Sylva (Сильва) de Ian Frid : Prince Léopold-Marie de Liebensdorf
- 1982 : La Porte Pokrovski (Покровские ворота) de Mikhaïl Kozakov : Gleb Orlovitch
- 1983 : Anna Pavlova (Анна Павлова) de Emil Loteanu : Léon Bakst
- 1984 : Vozvrachtchenie s orbity (Возвращение с орбиты) d'Aleksandr Sourine (ru)
- 1985 : Le Fabuleux voyage de monsieur Bilbon Sacquet, le Hobbit (Сказочное путешествие мистера Бильбо Беггинса Хоббита) de Vladimir Latychev : Gollum
- 1989 : Don César de Bazan (Дон Сезар де Базан) de Yan Frid : Don José de Santarem
- 1990 : Les Cavaliers de la gloire (La batalla de los Tres Reyes) de Souheil Ben-Barka : comte Niniozo
- 2000 : Les Romanov : Une famille couronnée (Романовы. Венценосная семья) de Gleb Panfilov : le baron Freedricksz
- 2003 : Pauvre Nastia (Bednaïa Nastia) de Piotr Steïn : prince Obolenski (série TV)